# جایزه گلدن گلوب بهترین ترانه غیراقتباسی
جایزه گلدن گلوب بهترین ترانه غیراقتباسی (انگلیسی: Golden Globe Award for Best Original Song) جایزه‌ای از سوی انجمن مطبوعات خارجی هالیوود است.